# Meys
Meys – miejscowość i gmina we Francji, w regionie Owernia-Rodan-Alpy, w departamencie Rodan.
Według danych na rok 1990 gminę zamieszkiwały 592 osoby, a gęstość zaludnienia wynosiła 40 osób/km² (wśród 2880 gmin regionu Rodan-Alpy Meys plasuje się na 1069. miejscu pod względem liczby ludności, natomiast pod względem powierzchni na miejscu 783.).